# FC Erzgebirge Aue
FC Erzgebirge Aue is een voetbalclub in Duitsland. De thuisbasis van de club is het Erzgebirgsstadion in Aue.

## Geschiedenis
De club werd op 4 maart 1946 opgericht onder de naam Sportgemeinschaft Aue. Na wijzigingen in de sponsoring werd de naam nog veranderd in BSG Pneumatik Aue (vernoemd naar de hoofdsponsor: een lokaal bouwbedrijf) in 1949, Zentra Wismut Aue in 1950 en SC Wismut Aue in 1951.
In de beginjaren presteerde de ploeg erg goed en in 1954 besloot de Oost-Duitse regering dat de nabijgelegen stad Chemnitz - toen nog Karl Marx Stadt - een goede club verdiende. Door hevig protest werd enkel de naam gewijzigd in SC Wismut Karl Marx Stadt en bleef de club in Aue spelen. In 1963 kreeg Karl Marx Stadt een eigen team - namelijk FC Karl-Marx-Stadt, het huidige Chemnitzer FC - en werd de clubnaam weer veranderd in BSG Wismut Aue.
Nog enige tijd bleef de club goed presteren in de DDR-Oberliga, echter zonder een kampioenschap. Toch wordt er geschiedenis geschreven, omdat geen enkele ploeg zoveel wedstrijden in de Oost-Duitse competitie heeft gespeeld. In 1985 mocht Aue meestrijden om de UEFA Cup. In de eerste ronde werd echter al verloren van Dnjepr Dnjepropetrovsk. Na de val van de Berlijnse Muur en de Duitse hereniging werd de naam in 1990 omgedoopt tot FC Wismut Aue. Enkele jaren later, in 1993 werd de huidige naam - FC Erzgebirge Aue - aangenomen. De naam Erzgebirge (ertsgebergte) refereert aan het gebergte waarin de stad Aue ligt.
In het vernieuwde voetbalsysteem in Duitsland begon Aue met het spelen in de Amateur Oberliga Nordost/Süd (III), later hernoemd tot Regionalliga Nord (III). Na een verrassend kampioenschap in 2003 promoveerde de club naar de 2. Bundesliga, maar is in het seizoen 2007/2008 gedegradeerd naar de nieuw gevormde 3. Liga.
In het seizoen 2009-2010 behaalde de club de tweede plaats in de derde Bundesliga (met gemiddeld ruim 9000 toeschouwers), en dwong zodoende promotie naar de tweede Bundesliga af.
In het seizoen 2010/2011 kende de club een goede start in de 2.Bundesliga met een eerste plaats bijna halverwege het seizoen. De club bleef 22 thuiswedstrijden ongeslagen, een record in de clubgeschiedenis en een record in het Duitse profvoetbal. In het seizoen 2014/15 degradeerde de club weer naar de 3. Liga. Een seizoen later volgde opnieuw promotie naar de 2. Bundesliga. Aue handhaaft zich vervolgens op dit niveau al waren daar in het seizoen 2017-2018 wel promotie-degradatiewedstrijden tegen Karlsruher SC voor nodig.

## Stadion
Het Erzgebirgsstadion is een voetbalstadion met plaats voor 15.690 toeschouwers in Aue. Het stadion voldoet aan alle moderne eisen en is in de afgelopen jaren aanzienlijk verbeterd, te denken valt aan veldverwarming en een nieuwe overdekte tribune.

## Erelijst
- Kampioen DDR-Oberliga (Oost-Duitsland)

1956, 1957, 1959
- Kampioen Regionalliga Nord (III)

2003
- FDGB-Pokal (Oost-Duitsland)

Winnaar: 1955
Finalist: 1959

## Overzichtslijsten
Tot 1991 speelde de club in de Oost-Duitse competitie 
| Niveau | Aantal | Periode (1950-1954, 1963-2026)                        |
| ------ | ------ | ----------------------------------------------------- |
| I      | 30     | 1951-1954, 1963-1990                                  |
| II     | 18     | 1950-1951, 1990-1991, 2003-2008, 2010-2015, 2016-2022 |
| III    | 29     | 1991-2003, 2008-2010, 2015-2016, 2022-....            |

### Eindklasseringen vanaf 1964 (grafiek)
- 1964 10e
DDR-Oberliga
- 1965 9e
DDR-Oberliga
- 1966 6e
DDR-Oberliga
- 1967 9e
DDR-Oberliga
- 1968 11e
DDR-Oberliga
- 1969 9e
DDR-Oberliga
- 1970 7e
DDR-Oberliga
- 1971 11e
DDR-Oberliga
- 1972 10e
DDR-Oberliga
- 1973 11e
DDR-Oberliga
- 1974 11e
DDR-Oberliga
- 1975 12e
DDR-Oberliga
- 1976 6e
DDR-Oberliga
- 1977 10e
DDR-Oberliga
- 1978 11e
DDR-Oberliga
- 1979 11e
DDR-Oberliga
- 1980 9e
DDR-Oberliga
- 1981 12e
DDR-Oberliga
- 1982 10e
DDR-Oberliga
- 1983 10e
DDR-Oberliga
- 1984 8e
DDR-Oberliga
- 1985 4e
DDR-Oberliga
- 1986 11e
DDR-Oberliga
- 1987 4e
DDR-Oberliga
- 1988 10e
DDR-Oberliga
- 1989 7e
DDR-Oberliga
- 1990 13e
DDR-Oberliga
- 1991 2e
DDR-Liga
- 1992 2e
Oberliga
- 1993 7e
Oberliga
- 1994 7e
Oberliga
- 1995 9e
Regionalliga
- 1996 5e
Regionalliga
- 1997 2e
Regionalliga
- 1998 7e
Regionalliga
- 1999 7e
Regionalliga
- 2000 3e
Regionalliga
- 2001 7e
Regionalliga
- 2002 9e
Regionalliga
- 2003 1e
Regionalliga
- 2004 8e
2. Bundesliga
- 2005 7e
2. Bundesliga
- 2006 7e
2. Bundesliga
- 2007 10e
2. Bundesliga
- 2008 16e
2. Bundesliga
- 2009 12e
3. Liga
- 2010 2e
3. Liga
- 2011 5e
2. Bundesliga
- 2012 15e
2. Bundesliga
- 2013 15e
2. Bundesliga
- 2014 14e
2. Bundesliga
- 2015 17e
2. Bundesliga
- 2016 2e
3. Liga
- 2017 14e
2. Bundesliga
- 2018 16e
2. Bundesliga
- 2019 14e
2. Bundesliga
- 2020 7e
2. Bundesliga
- 2021 12e
2. Bundesliga
- 2022 17e
2. Bundesliga
- 2023 14e
3. Liga
- 2024 6e
3. Liga
- 2025 13e
3. Liga

- Niveau 1 (DDR)
- Niveau 2 (DDR)
- Niveau 2
- Niveau 3

| Legenda niveautijdlijn | Legenda niveautijdlijn      | Legenda niveautijdlijn      | Legenda niveautijdlijn      | Legenda niveautijdlijn    | Legenda niveautijdlijn |
| Liga                   | Seizoen 1963/64 t/m 1973/74 | Seizoen 1974/75 t/m 1993/94 | Seizoen 1994/95 t/m 2007/08 | Seizoen 2008/09 tot heden | Opmerking              |
| ---------------------- | --------------------------- | --------------------------- | --------------------------- | ------------------------- | ---------------------- |
| Bundesliga             | Niveau I                    | Niveau I                    | Niveau I                    | Niveau I                  |                        |
| 2. Bundesliga          | --                          | Niveau II                   | Niveau II                   | Niveau II                 |                        |
| 3. Liga                | --                          | --                          | --                          | Niveau III                |                        |
| Regionalliga           | Niveau II                   | --                          | Niveau III                  | Niveau IV                 |                        |
| Oberliga               | --                          | Niveau III *                | Niveau IV                   | Niveau V                  | * vanaf 1978/79        |

### Seizoensresultaten
| Seizoen | Pos. | Niv. | Divisie       | Duels | Winst | Gelijk | Verlies | Doelsaldo | Punten | DFB-Pokal | Topscorer                            | Trainers                                                                   | Tsch   |
| ------- | ---- | ---- | ------------- | ----- | ----- | ------ | ------- | --------- | ------ | --------- | ------------------------------------ | -------------------------------------------------------------------------- | ------ |
| 2010/11 | 5    | 18   | 2. Bundesliga | 34    | 16    | 8      | 10      | 40-37     | 56     | 1e ronde  | Marc Hensel (9)                      | Rico Schmitt                                                               | 10.255 |
| 2011/12 | 15   | 18   | 2. Bundesliga | 34    | 8     | 11     | 15      | 31-55     | 35     | 2e ronde  | Ronny König (9)                      | Rico Schmitt (21-2-2012)/Karsten Baumann                                   | 9.384  |
| 2012/13 | 15   | 18   | 2. Bundesliga | 34    | 9     | 10     | 15      | 39-46     | 37     | 2e ronde  | Jan Hochscheidt (10)                 | Karsten Baumann (28-4-2013) /Falko Götz                                    | 8.715  |
| 2013/14 | 14   | 18   | 2. Bundesliga | 34    | 11    | 8      | 15      | 42-54     | 41     | 1e ronde  | Jakub Sylvestr (15)                  | Falko Götz                                                                 | 9.447  |
| 2014/15 | 17   | 18   | 2. Bundesliga | 34    | 9     | 9      | 16      | 41-51     | 36     | 2e ronde  | Stefan Mugoša / Romario Kortzorg (4) | Falko Götz (1-9-2014) / Tommy Stipić                                       | 9.112  |
| 2015/16 | 2    | 20   | 3. Liga       | 38    | 19    | 13     | 6       | 42-21     | 70     | 8e finale | Pascal Köpke (10)                    | Pavel Dotchev                                                              | 8.311  |
| 2016/17 | 14   | 18   | 2. Bundesliga | 34    | 10    | 9      | 15      | 37–52     | 39     | 1e ronde  | Pascal Köpke (10)                    | Pavel Dotchev (28-2-2017) / Domenico Tedesco                               | 8.588  |
| 2017/18 | 16   | 18   | 2. Bundesliga | 34    | 10    | 10     | 14      | 35–49     | 40     | 1e ronde  | Pascal Köpke (10)                    | Thomas Letsch (15-8-2017) / Hannes Drews                                   | 9.071  |
| 2018/19 | 14   | 18   | 2. Bundesliga | 34    | 11    | 7      | 16      | 43-47     | 40     | 1e ronde  | Pascal Testroet (15)                 | Daniel Meyer                                                               | 10.286 |
| 2019/20 | 7    | 18   | 2. Bundesliga | 34    | 13    | 8      | 13      | 46-48     | 47     | 2e ronde  | Dimitrij Nazarov (10)                | Daniel Meyer (19-08-2019) / Dirk Schuster                                  | 8.218  |
| 2020/21 | 12   | 18   | 2. Bundesliga | 34    | 12    | 8      | 14      | 44-53     | 44     | 1e ronde  | Pascal Testroet (12)                 | Dirk Schuster                                                              | --     |
| 2021/22 | 17   | 18   | 2. Bundesliga | 34    | 6     | 8      | 20      | 32-72     | 26     | 1e ronde  | Antonoio Jonjic (6)                  | Aleksey Shpilevski (19-09-2021) / Mark Hensel (31-10-2021) / Pavel Dotchev | 5.888  |
| 2022/23 | 14   | 20   | 3. Liga       | 38    | 12    | 9      | 17      | 49-62     | 45     | 1e ronde  | Dimitrij Nazarov (10)                | Timo Rost (20-09-2022) / Carsten Müller (07-12-2022) / Pavel Dotchev       | 7.775  |
| 2023/24 | 6    | 20   | 3. Liga       | 38    | 16    | 12     | 10      | 51-47     | 60     | --        | Marcel Bär (13)                      | Pavel Dotchev                                                              | 8.745  |
| 2024/25 | 13   | 20   | 3. Liga       | 38    | 15    | 5      | 18      | 52-65     | 50     | 1e ronde  |                                      | Pavel Dotchev                                                              |        |

## Europese wedstrijden
#R = #ronde, T/U = Thuis/Uit, W = Wedstrijd, PUC = punten UEFA coëfficiënten .
Uitslagen vanuit gezichtspunt Wismut Aue
| Seizoen | Competitie | Ronde | Land                 | Club                   | Totaalscore | 1e W    | 2e W    | PUC |
| ------- | ---------- | ----- | -------------------- | ---------------------- | ----------- | ------- | ------- | --- |
| 1985/86 | UEFA Cup   | 1R    | Vlag van Sovjet-Unie | Dnjepr Dnjepropetrovsk | 2-5         | 1-3 (T) | 1-2 (U) | 0.0 |
| 1987/88 | UEFA Cup   | 1R    | Vlag van IJsland     | Valur Reykjavík        | 1-1 u       | 0-0 (T) | 1-1 (U) | 4.0 |
|         |            | 2R    | Vlag van Albanië     | KS Flamurtari Vlorë    | 1-2         | 1-0 (T) | 0-2 (U) | 4.0 |

Totaal aantal punten voor UEFA coëfficiënten: 4.0
NB: Voor de resultaten van SC Wismut Karl-Marx-Stadt wordt verwezen naar de separate pagina.
Zie ook
- Deelnemers UEFA-toernooien Oost-Duitsland
- Ranglijst van alle clubs die in de diverse Europa Cups zijn uitgekomen

## Bekende (oud-)spelers
De navolgende voetballers kwamen als speler van FC Erzgebirge Aue uit voor een Europees vertegenwoordigend A-elftal. Tot op heden is Manfred Kaiser degene met de meeste interlands achter zijn naam. Hij kwam als speler van FC Erzgebirge Aue in totaal 31 keer uit voor het Oost-Duitse nationale elftal.
| Naam              | Van        | Tot        | Totaal | Nationaal elftal               |
| ----------------- | ---------- | ---------- | ------ | ------------------------------ |
| Hannes Anier      | 18.11.2014 | 27.12.2014 | 2      | Estland                        |
| Dieter Erler      | 28.06.1959 | 12.05.1963 | 25     | Duitse Democratische Republiek |
| Henri Anier       | 04.09.2014 | 18.11.2014 | 6      | Estland                        |
| Arvydas Novikovas | 14.08.2013 | 18.11.2014 | 11     | Litouwen                       |
| Jakub Sylvestr    | 14.11.2012 | 26.05.2014 | 4      | Slowakije                      |
| Siegfried Wolf    | 18.09.1955 | 06.09.1959 | 17     | Duitse Democratische Republiek |
| Jörg Weißflog     | 11.08.1984 | 20.05.1989 | 15     | Duitse Democratische Republiek |
| Karl Wolf         | 08.05.1954 | 25.09.1957 | 10     | Duitse Democratische Republiek |
| Konrad Wagner     | 21.06.1959 | 04.09.1963 | 4      | Duitse Democratische Republiek |
| Willy Tröger      | 24.10.1954 | 01.05.1959 | 15     | Duitse Democratische Republiek |
| Klaus Thiele      | 04.05.1958 | 06.09.1959 | 4      | Duitse Democratische Republiek |
| Davit Siradze     | 15.11.2006 | 28.03.2007 | 4      | Georgië                        |
| Vīts Rimkus       | 06.09.1997 | 26.06.1998 | 6      | Letland                        |
| Bringfried Müller | 18.09.1955 | 11.12.1960 | 18     | Duitse Democratische Republiek |
| Harald Mothes     | 28.03.1984 | 28.03.1984 | 1      | Duitse Democratische Republiek |
| Steffen Krauß     | 17.04.1985 | 08.05.1985 | 2      | Duitse Democratische Republiek |
| Bernhard Konik    | 12.09.1984 | 12.09.1984 | 1      | Duitse Democratische Republiek |
| Manfred Kaiser    | 20.11.1955 | 23.02.1964 | 31     | Duitse Democratische Republiek |
| Erhard Bauer      | 08.05.1954 | 24.10.1954 | 3      | Duitse Democratische Republiek |
| Horst Freitag     | 10.03.1957 | 10.03.1957 | 1      | Duitse Democratische Republiek |